# 瓦诺勒沙泰勒
瓦诺勒沙泰勒（法語：Vanault-le-Châtel，法語發音：[vano lə ʃatɛl]）是法国马恩省的一个市镇，属于维特里勒弗朗索瓦区。

## 地理
瓦诺勒沙泰勒（48°51'53"N, 4°43'32"E）面积34.78 平方千米，位于法国大東部大區马恩省，该省份为法国东北部内陆省份，北起阿登省，西北接埃纳省，西南接塞纳-马恩省，南至奥布省，东南接上马恩省，东临默兹省。
与瓦诺勒沙泰勒接壤的市镇（或旧市镇、城区）包括：比西勒勒波、巴叙、库佩维尔、瓦勒德维耶尔、勒弗雷讷、香槟地区利斯、菲永河畔圣阿芒、圣让德旺波塞斯、瓦诺莱达姆。

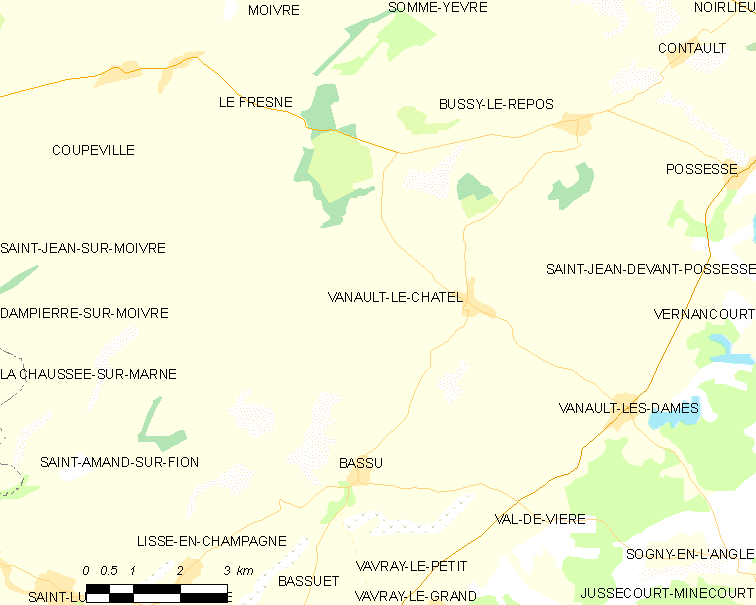
瓦诺勒沙泰勒的OSM定位图

瓦诺勒沙泰勒的时区为UTC+01:00、UTC+02:00（夏令时）。

## 行政
瓦诺勒沙泰勒的邮政编码为51330，INSEE市镇编码为51589。

## 政治
瓦诺勒沙泰勒所属的省级选区为塞迈兹莱班县。

## 人口

1962-2008年间瓦诺勒沙泰勒人口变化图示

瓦诺勒沙泰勒于2022年1月1日时的人口数量为164人。